# Garfield (Texas)
Garfield is een plaats (census-designated place) in de Amerikaanse staat Texas, en valt bestuurlijk gezien onder Travis County.

## Demografie
Bij de volkstelling in 2000 werd het aantal inwoners vastgesteld op 1660.

## Geografie
Volgens het United States Census Bureau beslaat de plaats een oppervlakte van
35,9 km², waarvan 35,4 km² land en 0,5 km² water.

## Plaatsen in de nabije omgeving
De onderstaande figuur toont nabijgelegen plaatsen in een straal van 24 km rond Garfield.